# Cao Song (Han-Dynastie)
Cao Song (chinesisch 曹嵩, Pinyin Cáo Sōng, W.-G. Ts'ao Sung; Zì 巨高,  Jùgāo,  Chü-kao; † 193) war der Adoptivsohn des Eunuchen Cao Teng und Vater des späteren chinesischen Warlords Cao Cao. Eine Legende besagt, dass dieser ihn ebenfalls adoptiert habe, und dass Cao Caos vorheriger Familienname Xiahou gelautet habe. Diese Geschichte verstärkt die Verbindung zwischen der Xiahou- und der Cao-Familie, zumal Xiahou Yuans Gemahlin eine Stiefschwester Cao Caos gewesen sein soll. Beide Legenden sind jedoch nicht bestätigt.
Cao Song wurde auf Wanderschaft von Tao Qian getötet, was Cao Cao zu einem Feldzug veranlasste, in dem er Tao Qians gesamten Machtbereich unter seine Kontrolle brachte.